# آتلانتا (نبراسکا)
آتلانتا(به انگلیسی: Atlanta) شهری در ایالت نبراسکا کشور ایالات متحده آمریکا است که جمعیت آن در سرشماری سال ۲۰۱۰ میلادی، ۱۳۱ نفر بوده‌است.